# Georgetown Public Hospital Corporation
Georgetown Public Hospital Corporation (GPHC) est un hôpital public situé à Georgetown au Guyana,.
La partie la plus ancienne date de 1838.
Janet Jagan y est décédée le 28 mars 2009.